# Стук, Андрей Владимирович
Андрей Владимирович Стук (род. 2 июня 1971 года) — заслуженный мастер спорта России (хоккей с мячом, 1999).

## Карьера
Воспитанник мурманского хоккея с мячом. Карьеру начал в «Воднике». Стал одним из ведущих игроков клуба, привлекался в сборную.
В 1999 году стал чемпионом мира, за что представлен к почётному званию заслуженный мастер спорта России.

## Достижения
Чемпион мира — 1999 

 Бронзовый призёр чемпионата мира среди младших юношей — 1994 

 Чемпион России — 1996, 1997, 1998, 1999, 2000, 2002, 2003, 2004, 2005 

 Серебряный призёр чемпионата России — 2001 

 Бронзовый призёр чемпионата России — 1993 

 Обладатель Кубка России — 1992, 1994, 1995, 1996, 2000, 2005, 2005 (осень) 

 Финалист Кубка России — 1993, 1997, 1999, 2001 

 Обладатель Кубка европейских чемпионов — 2002, 2003, 2004 

 Обладатель Кубка мира — 2003, 2004 

В списке «22 лучших игроков сезона» — 1994, 1995, 1996, 1997, 1998, 1999, 2000, 2001

## Статистика выступлений в чемпионатах СССР, СНГ, России
| Сезон     | Клуб                 | И   | М   | П  | О   |
| --------- | -------------------- | --- | --- | -- | --- |
| 1988/1989 | Водник Архангельск)  | 11  | 0   |    | 0   |
| 1989/1990 | Водник (Архангельск) | 1   | 0   |    | 0   |
| 1990/1991 | Водник (Архангельск) | 26  | 4   |    | 4   |
| 1991/1992 | Водник (Архангельск) | 30  | 11  |    | 11  |
| 1992/1993 | Водник (Архангельск) | 25  | 21  |    | 21  |
| 1993/1994 | Водник (Архангельск) | 26  | 26  |    | 26  |
| 1994/1995 | Водник (Архангельск) | 23  | 35  |    | 35  |
| 1995/1996 | Водник (Архангельск) | 27  | 41  |    | 41  |
| 1996/1997 | Водник (Архангельск) | 27  | 36  |    | 36  |
| 1997/1998 | Водник (Архангельск) | 30  | 31  |    | 31  |
| 1998/1999 | Водник (Архангельск) | 30  | 49  |    | 49  |
| 1999/2000 | Водник (Архангельск) | 29  | 46  | 20 | 66  |
| 2000/2001 | Водник (Архангельск) | 24  | 25  | 9  | 34  |
| 2001/2002 | Водник (Архангельск) | 28  | 38  | 19 | 57  |
| 2002/2003 | Водник (Архангельск) | 28  | 27  | 10 | 37  |
| 2003/2004 | Водник (Архангельск) | 27  | 10  | 9  | 19  |
| 2004/2005 | Водник (Архангельск) | 24  | 5   | 5  | 10  |
| 2005/2006 | Динамо (Москва)      | 17  | 5   | 4  | 9   |
| 2006/2007 | Ракета (Казань)      | 9   | 1   | 0  | 1   |
| Всего     | 19 чемпионатов       | 442 | 411 | 76 | 487 |

Примечание: Статистика голевых передач ведется с сезона - 1999/2000.

## В чемпионатах СССР, СНГ, России забивал мячи в ворота 32 команд
```
 1.Север             = 44 мяча 17-18.Кузбасс           = 10
 2.Зоркий            = 36      17-18.Вымпел            = 10
 3-4.Динамо М        = 27      19.БСК                  =  9
 3-4.Локомотив О.    = 27      20.Юность О.            =  6
 5.Старт             = 25      21-24.Черемшан          =  5
 6.Строитель С.      = 24      21-24.Маяк              =  5
 7.Североникель      = 23      21-24.Уральский трубник =  5
 8.Динаио-Казань     = 21      21-24.СКА-Забайкалец    =  5
 9.Родина            = 17      25-27.Саяны             =  4
10-11.Волга          = 11      25-27.Заря Н.           =  4
10-11.Агрохим        = 15      25-27.Металлург Б.      =  4
12.Енисей            = 14      28-30.Мурман            =  2
13.Байкал-Энергия    = 13      28-30.Подшипник         =  2
14-15.СКА-Свердловск = 12      28-30.СКА-Нефтяник      =  2
14-15.Сибсельмаш     = 12      31-32.Динамо А-А        =  1
16.Знамя             = 11      31-32.Водник            =  1
```

### В чемпионатах СССР, СНГ, России количество мячей в играх
по 1 мячу забивал в 121 игре

по 2 мяча забивал в 72 играх
 
по 3 мяча забивал в 23 играх

по 4 мяча забивал в 10 играх
 
по 5 мячей забивал в 5 играх

по 6 мячей забивал в 2 играх

Свои 411 мячей забросил в 233 играх, в 209 играх мячей не забивал.